# Наукова бібліотека Хмельницького національного університету
Наукова бібліотека Хмельницького національного університету  — навчально-допоміжний, інформаційний, науковий, культурно-освітній структурний підрозділ Хмельницького національного університету,  лауреатка обласної премії ім. Мелетія Смотрицького в галузі бібліотечної роботи, одна з найбільших книгозбірень області. НБ ХНУ забезпечує користувачів навчальною і науковою інформацією в бібліотечному корпусі та цілодобово – в дистанційному режимі. Локальна мережа об’єднує 56 ПК, зокрема й АРМ, 3 сервери. В основі автоматизованої системи – український програмний продукт  «УФД. Бібліотека». 

## Історія бібліотеки
Історія Наукової бібліотеки Хмельницького національного університету нерозривно пов’язана з історією навчального закладу. Бібліотека стала одним із перших підрозділів, заснованих при Хмельницькому загально-технічному факультеті Українського поліграфічного інституту у вересні 1962 року. Фонд тоді налічував 1185 примірників. Перша штатна працівниця – бібліотекарка М. І. Міль (Рижук), перша завідувачка – К. С. Степанець. Бібліотечна рада заснована 1968 року. У 1988 р.  здійснено переїзд в  окремий дев'ятиповерховий бібліотечний  корпус (наразі площа бібліотеки – 3810 м2). З 2001 року є методичною базою бібліотек ЗВО Хмельницької області. Статус наукового підрозділу університету бібліотека отримала 2006 року. Перша ЕОМ «Мазовія» і програма «Бібліотека-2» придбані 1992 року; в 1998 році створено локальну мережу з шести ПК; 1999 року придбано ПП "УФД. Бібліотека". Автоматизовано основні бібліотечні процеси. Автоматизований облік видачі документів на всіх пунктах обслуговування та консервація карткових читацьких каталогів та картотек – з 2005 року.

## Структура
Сучасна структура бібліотеки складається з 6-ти відділів, 3-х читальних залів, 5-ти кафедральних абонементів, 3-х абонементів.  
Основні відділи бібліотеки:
- Відділ комплектування та наукової обробки документів
- Відділ зберігання фондів
- Відділ науково-методичної та культурно-просвітницької роботи
- Інформаційно-бібліографічний відділ
- Відділ інформаційних технологій та комп’ютерного забезпечення
- Відділ обслуговування користувачів

## Фонди
Фонд багатогалузевий, загальна кількість – понад  550 тис. примірників українською та іноземними мовами, електронних ресурсів у власних БД – понад 20 тис. назв. Виокремлено краєзнавчий фонд, фонд іноземної літератури та рідкісних і цінних видань. Бібліотека укомплектована науковою, навчальною, довідковою, методичною, періодичною та іншою літературою.

## Обслуговування
Бібліотечно-бібліографічне обслуговування користувачів проводиться у всіх структурних підрозділах, а також на 5-ти кафедральних абонементах.  
До послуг користувачів: 
- віртуальна система обслуговування: вебсайт бібліотеки (з 1998 р.;  нова версія сайту, адаптована до мобільних пристроїв з 2019 р.); власні БД (43), зокрема, електронний каталог (з 1992 р.), електронна бібліотека (з 2005 р.), а також віртуальна довідкова служба (з 2006 р.), МБА та ЕДД, віртуальні виставки;

- традиційні заняття з основ інформаційної культури, основ наукового пошуку та стандартизації, інформаційні (Дні магістра, бакалавра, аспіранта, кафедри тощо) і просвітницькі заходи;
- вільний та безкоштовний Wi-Fi доступ до інтернету з власних ноутбуків чи гаджетів, безкоштовний доступ до інтернету  зі стаціонарних комп’ютерів локальної мережі бібліотеки.

Для науковців та викладачів – доступ до світових наукових ресурсів, зокрема й наукометричних платформ Scopus та Web of Science, БД Springe; Інституційний репозитарій, індивідуальне та колективне інформування, систематизація творів друку, перевірка видань на плагіат, БД «Книгозабезпеченість», система «Комплектування», «Конференції ХНУ», «Автореферати дисертацій, захищених у ХНУ» та ін.

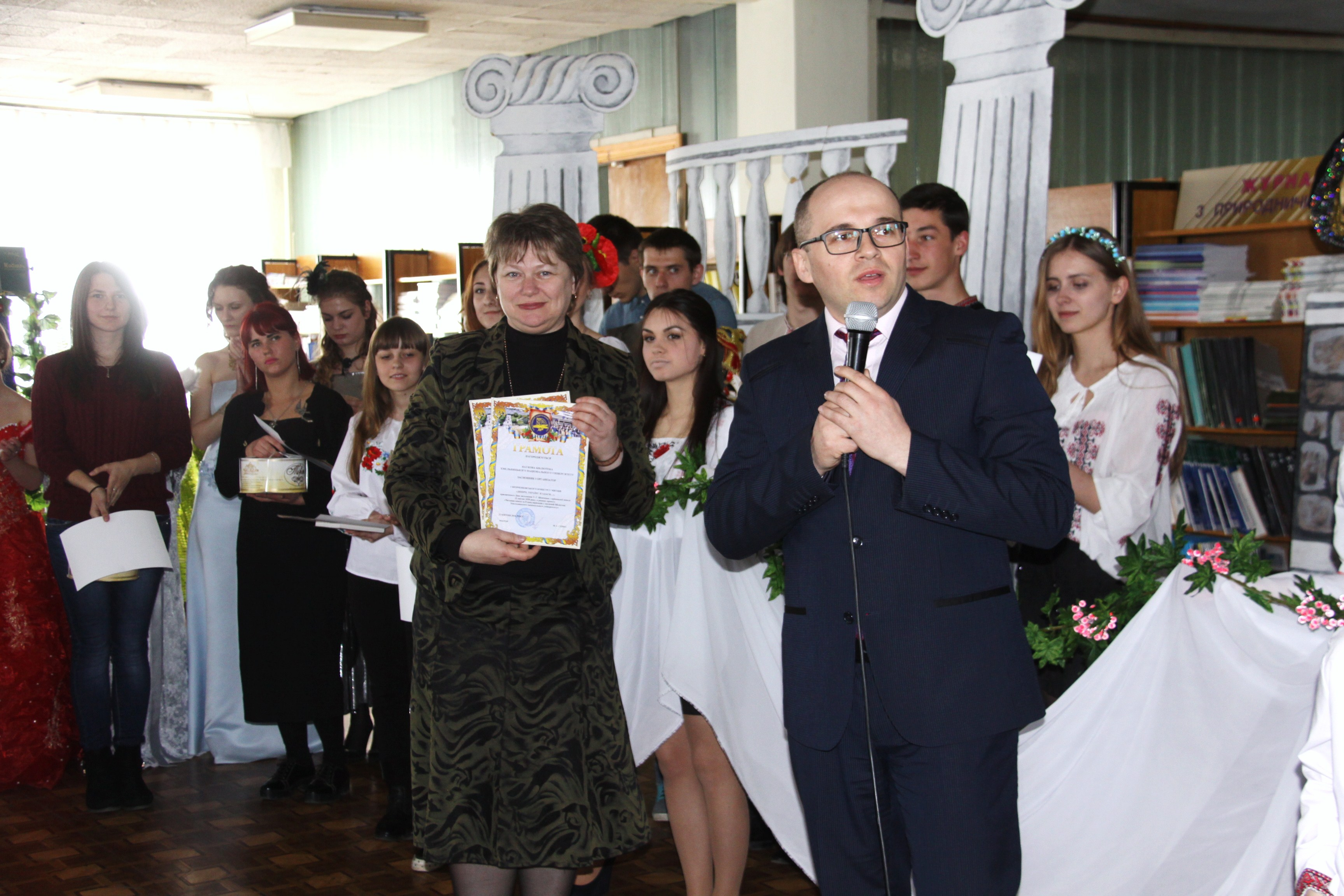
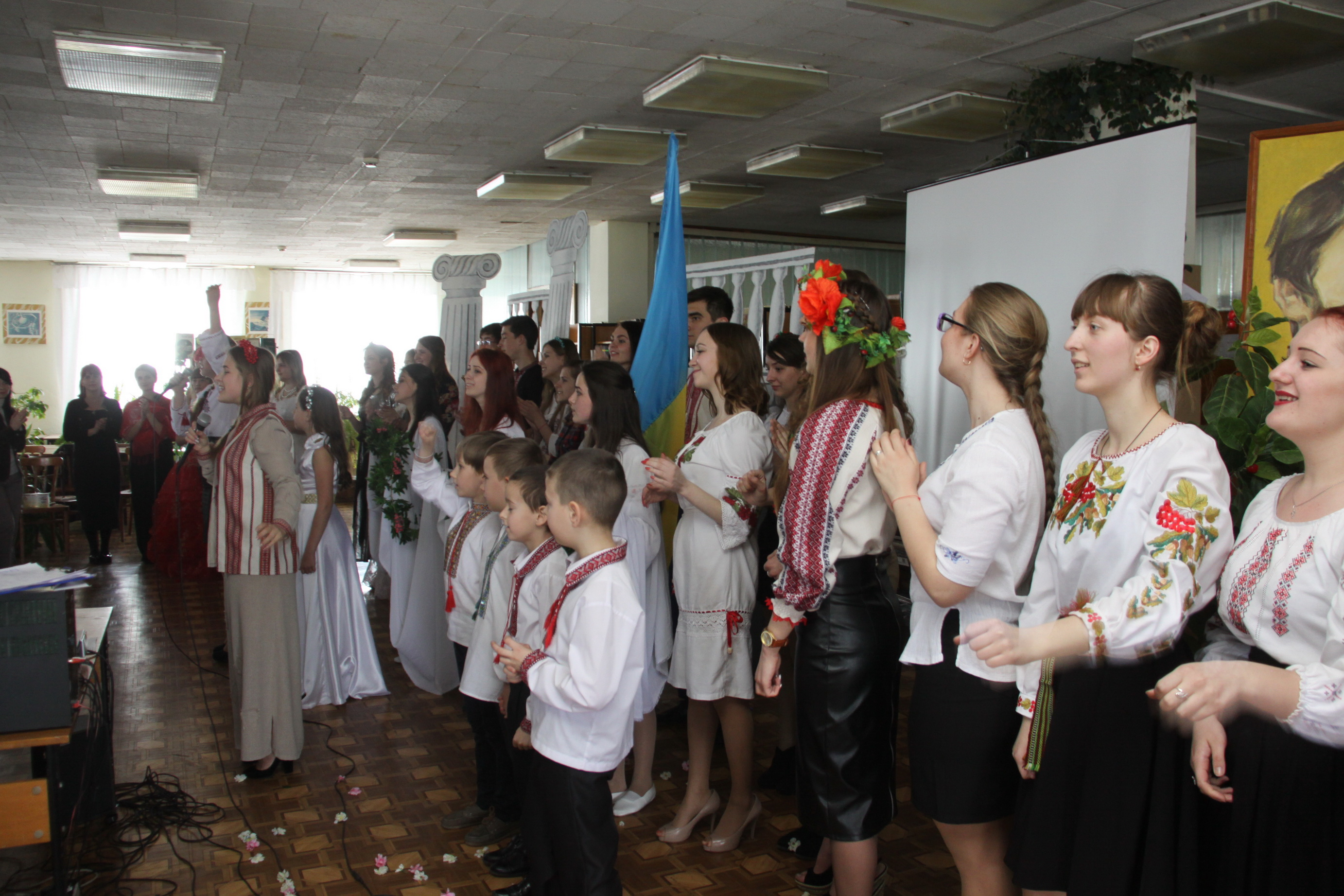
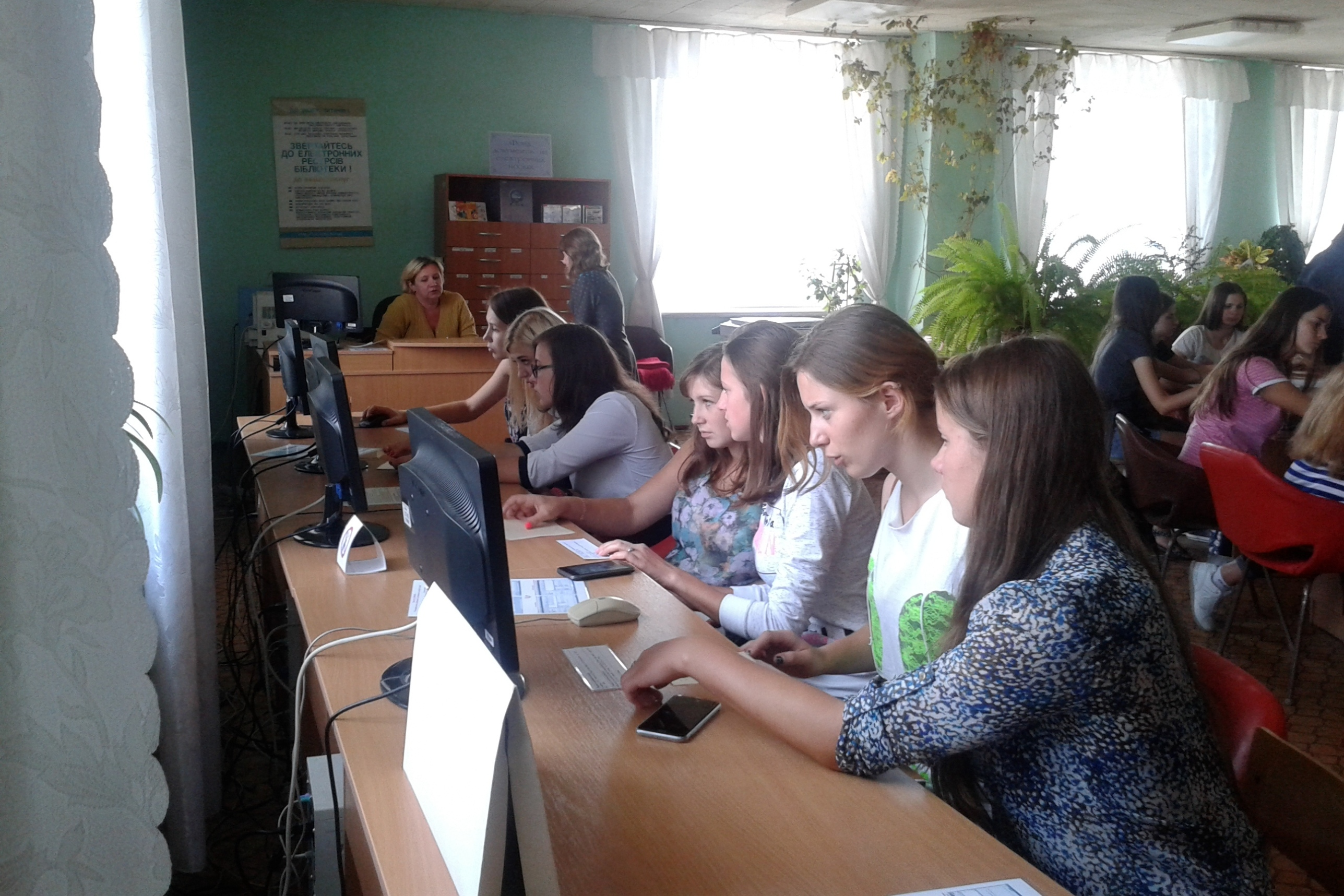
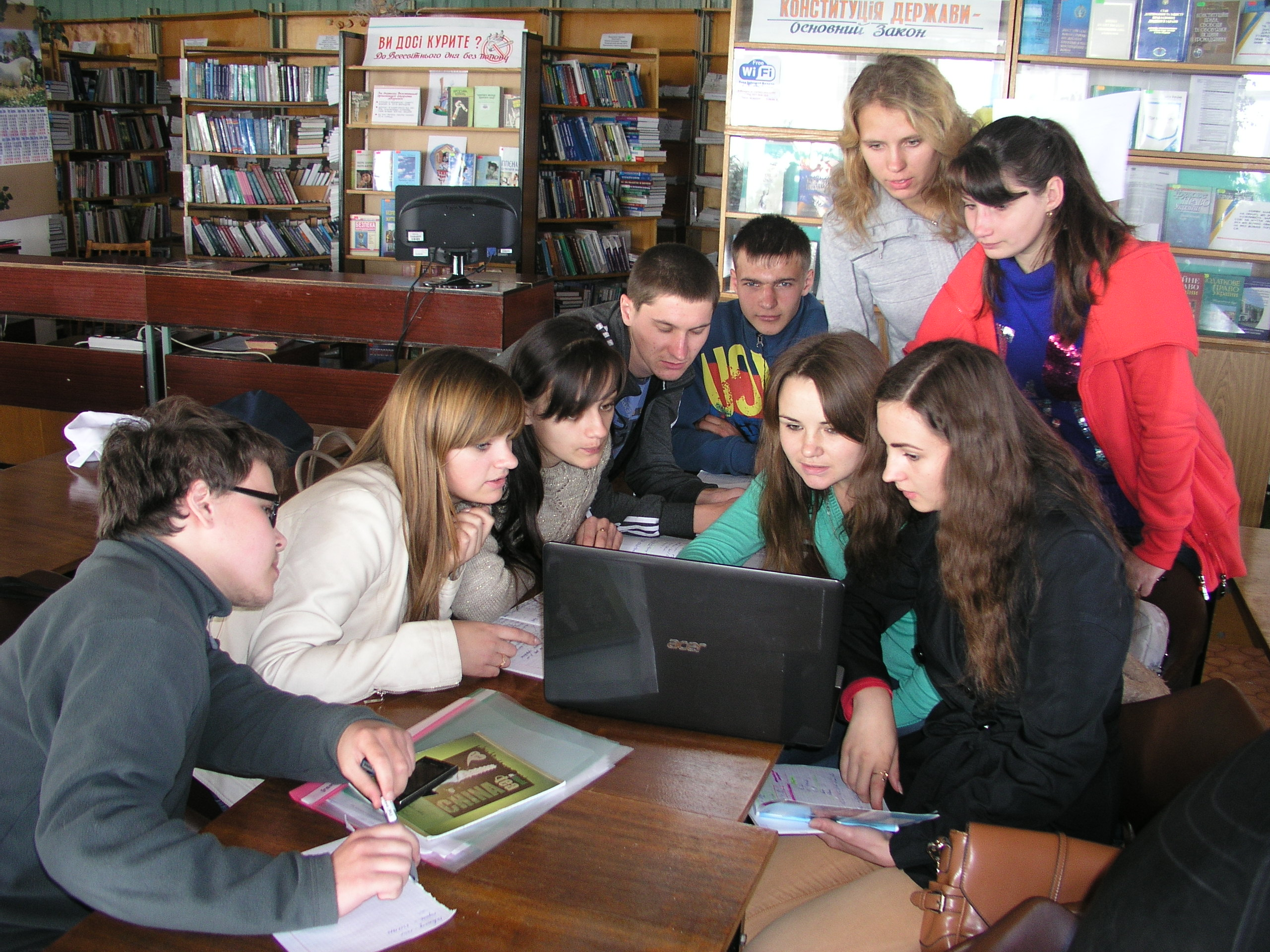
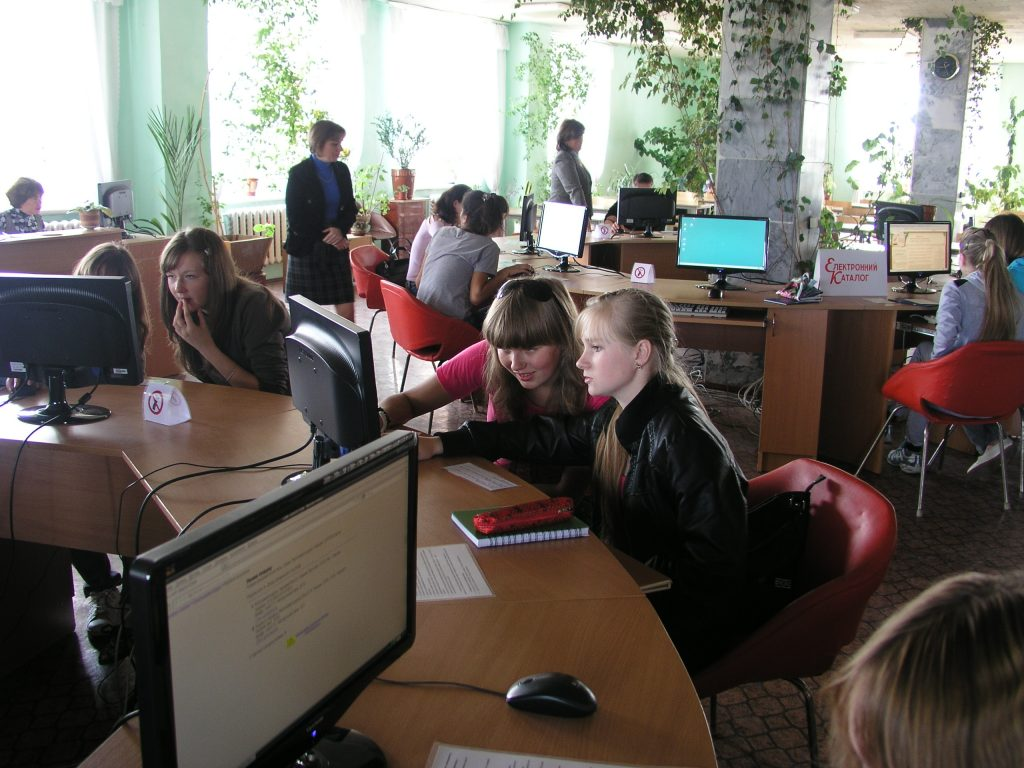
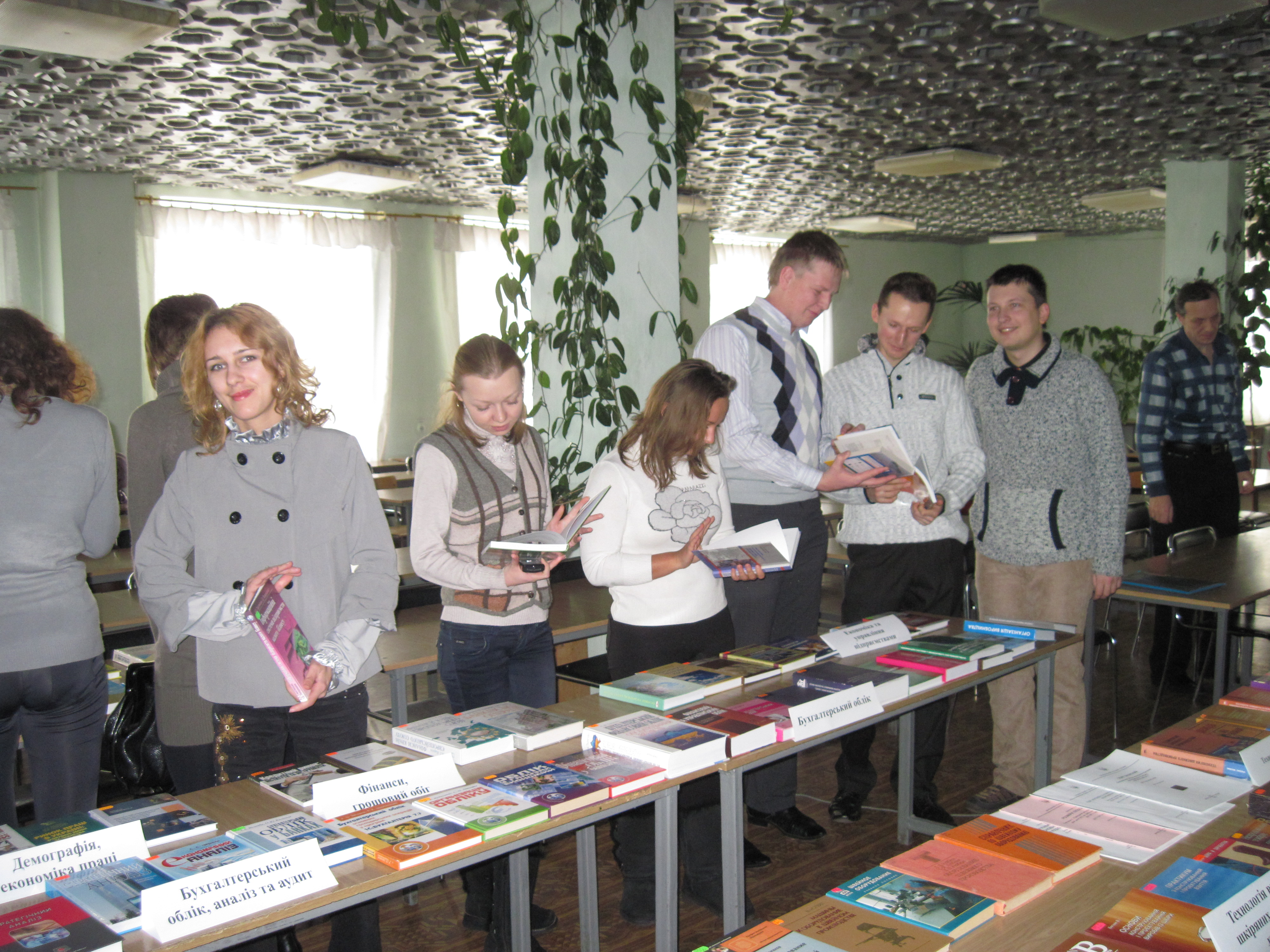

## Інституційний репозитарій
Бібліотека підтримує проєкт відкритого доступу до знань через розвиток відкритих електронних архівів (інституційних репозитаріїв).
ElarKhNU – (Electronic Archive Khmelnytskyi National University) – електронний архів Хмельницького національного університету, що накопичує, зберігає, розповсюджує та забезпечує довготривалий, постійний та надійний доступ до наукових досліджень професорсько-викладацького складу, аспірантів, співробітників та студентів університету. Створений у 2011 році. Функціонує на програмній платформі відкритого доступу DSpase (версія 6.3). Має серійний номер ISSN 2310-8037. Об`єм репозітарію – 10 200 електронних документів (станом на 01.09.2021).

## Наукова та науково-методична діяльність
Наукова та науково-методична діяльність здійснюються за програмами наукової роботи, згідно з якими щороку проводяться науково-практичні конференції і семінари, дослідження (індивідуальні та колективні), опитування читачів та інші заходи в рамках діючих проєктів. За результатами дослідження історії розвитку бібліотечної справи на Поділлі з другої половини XIX – початку XX століття видано монографію. Ведеться БД "Наукові публікації працівників бібліотеки ХНУ". Здійснюється бібліографування праць вчених (з 1998 р. – 33 покажчики), біобібліографія – БД «Доктори наук, професори ХНУ» (з 2015 р. – 66 розділів). Для бібліотечних фахівців ведуться: бібліографічна БД «Бібліотечна справа», повнотекстові БД «Регламентуючі документи», «Матеріали конференцій», а також інформаційний бюлетень «Бібліотека в освітньому просторі» (з 2005 р. – 25 випусків) і  віртуальна виставка «Сучасна бібліотека: напрями та стратегії розвитку».  

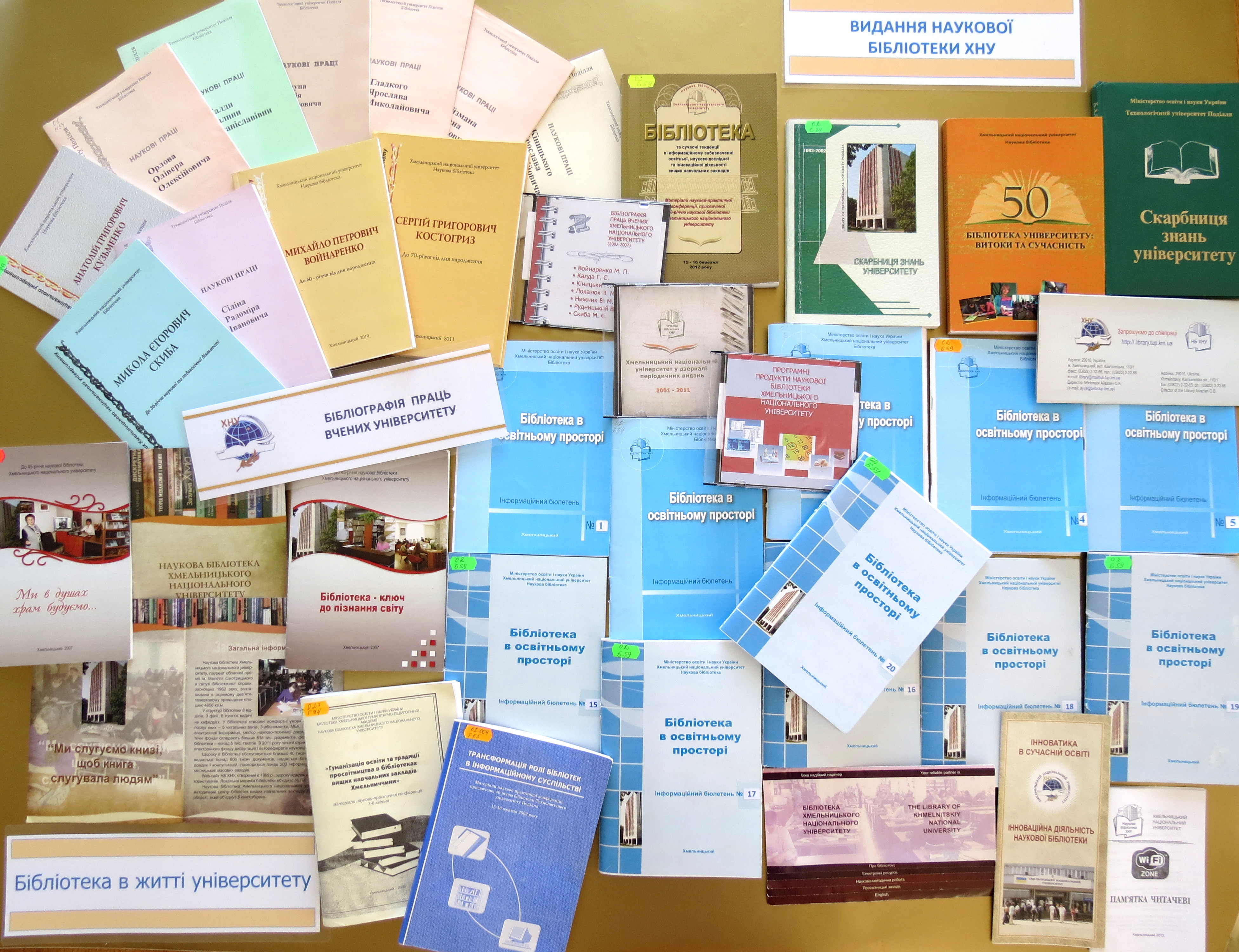
Видання бібліотеки

## Директори
- К. С. Степанець[7] (1967–1984);

- В. М. Петрицька[8] (1984 – 2005), відмінниця освіти України;

- О. Б. Айвазян[9] (з 2006 року і дотепер), відмінниця освіти України, кандидатка історичних наук .